# Sokoto (ciutat)

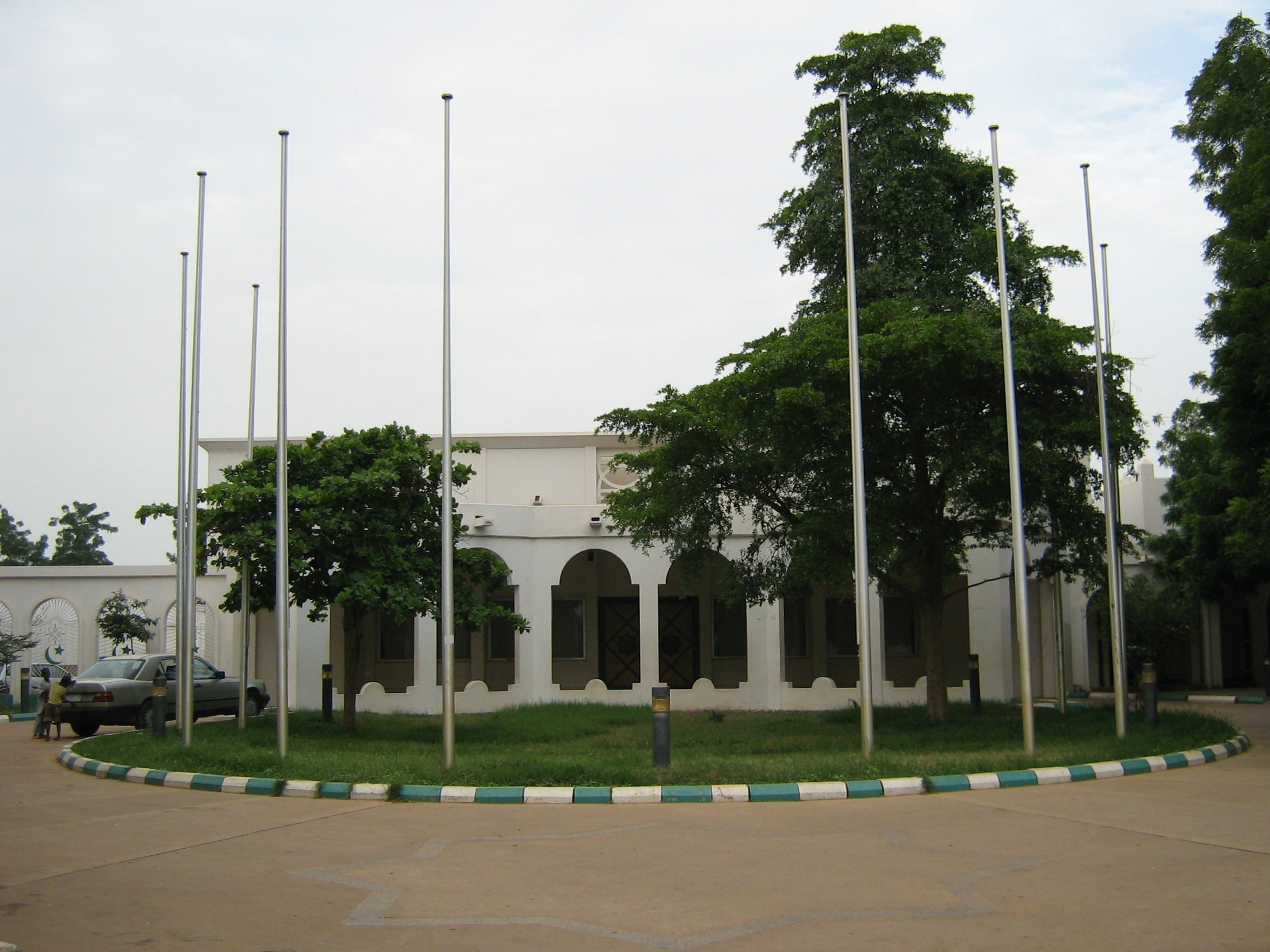
Palau del Soldà

Sokoto és una ciutat del nord-oest de Nigèria que té una població de 427.760 habitants (2006). Està situada al llarg del riu Sokoto, en una tradicional ruta de caravanes que porta al nord a través del Sàhara. Va ser la capital de l'Imperi Fulani (vegeu soldanat de Sokoto) i avui dia és la capital de l'estat de Sokoto.
Avui dia, Sokoto és un important centre comercial i agrícola. És un lloc de pelegrinatge on hi ha diverses mesquites, un palau del Soldà, la tomba d'Osman Dan Fodio i altres santuaris sagrats. La Universitat Usman Dan Fodio s'hi va fundar el 1975.
Amb una temperatura mitjana anual de 28,3 °C (82,9°F), Sokoto té unes temperatures màximes durant el dia la major part de l'any, en general, de menys de 40 °C (104,0°F), i només la sequedat fa la calor suportable. Els mesos més calorosos són de febrer a abril, en què les temperatures diürnes poden superar els 45 °C (113,0°F). La temperatura més alta registrada és de 47,2 °C (117,0°F), que també és la temperatura més alta registrada a Nigèria. La temporada de pluges és a juny, durant el qual les pluges diàries són normals. Les pluges no solen durar gaire temps i estan molt lluny de les pluges torrencial regulars conegudes en moltes regions tropicals. Des de finals d'octubre a febrer, durant la temporada de fred, el clima està dominat pel vent harmattan, que porta la pols del Sàhara sobre la terra. La pols enfosqueix la llum del sol, cosa que redueix considerablement les temperatures i també ocasiona molèsties.
Més del vuitanta per cent (80%) dels habitants de Sokoto practiquen una forma o altra d'agricultura, i produeixen cultius com el mill, el blat de moro, el blat, arròs, papes, cacauet, iuca i fesol per a la subsistència; hi ha també artesania local, com ara ferreria, teixit, tenyit, gravat i treballs en cuir, que té un paper important en la vida econòmica de la població de Sokoto; és per això que diferents àrees com ara Maker, Marina, Takalmawa i Majem van arribar a ser importants. Sokoto és també productor de pesca. Així, un gran nombre de persones al llarg de la conca del riu es dediquin a la pesca també.

## Mercat de Sokoto
Sokoto és igualment dotat de recursos naturals i minerals. Hi ha agroindústries de cotó, cacauet, sorgo, goma, blat de moro, arròs, blat, canya de sucre, iuca, goma aràbiga i tabac com a matèria primera establertes a la zona. L'agricultura a gran escala també es pot practicar en l'estat utilitzant l'aigua de reg de les preses de Goronyo, Lugu, Kalmalo, Wammakko i el llac Kwakwazo, entre d'altres.
Hi ha minerals com el caolí, guix, pedres de calç, fosfat tant groc com verd, argila, sorra, etc., que estan disponibles en quantitats comercials, i indústries basades en l'ús d'aquestes matèries primeres s'han establert a l'estat.
L'absència de la mosca tse-tse beneficia les pastures obertes tant als animals salvatges com domèstics. Sokoto ocupa el segon lloc en la producció pecuària de la població animal del país, de més de vuit milions.
La disponibilitat d'aquests potencials econòmics ofereix bones oportunitats d'inversió, particularment en agroindústries, com ara molins de farina, tomàquets, refineries de sucre, tèxtil, cola, conserves de peix, i d'altres.